# Cause-de-Clérans
Cause-de-Clérans (okzitanisch Cause de Clarenç) ist eine französische Gemeinde mit 336 Einwohnern (Stand 1. Januar 2022) im Département Dordogne in der Region Nouvelle-Aquitaine.

## Lage
Cause-de-Clérans liegt in einer Höhe von etwa 70 Metern ü. d. M. im Département Dordogne. Die nächstgelegene Stadt ist das 17 Kilometer (Fahrtstrecke) westlich gelegene Bergerac, der Hauptort des Arrondissements.

## Bevölkerungsentwicklung
| Jahr      | 1962 | 1968 | 1975 | 1982 | 1990 | 1999 | 2006 | 2016 |
| Einwohner | 340  | 326  | 277  | 248  | 278  | 310  | 313  | 345  |

Die Gemeinde hatte im 19. Jahrhundert zeitweise über 700 Einwohner. Infolge der Reblauskrise im Weinbau und der Mechanisierung der Landwirtschaft sanken die Bevölkerungszahlen bis auf die Tiefststände in den 1970er und 1980er Jahren ab.

## Wirtschaft
In früheren Zeiten lebten die Einwohner der Gemeinde als Selbstversorger von der Landwirtschaft, zu der auch der Weinbau und die Zucht von Schafen und Ziegen gehörten. Seit den 1960er Jahren ist die Vermietung von Ferienwohnungen (gîtes) als Einnahmequelle hinzugekommen.

## Geschichte
Wann genau die beiden bereits im 12. Jahrhundert urkundlich erwähnten Ortsteile Cause (Cauzia) und Clérans (Clarentium) zu einer Gemeinde zusammengefügt wurden, ist unklar. Die Burg von Clérans diente den Protestanten in der Zeit der religiös begründeten Auseinandersetzungen (Hugenottenkriege) in der zweiten Hälfte des 16, Jahrhunderts vorübergehend als Refugium.

## Sehenswürdigkeiten

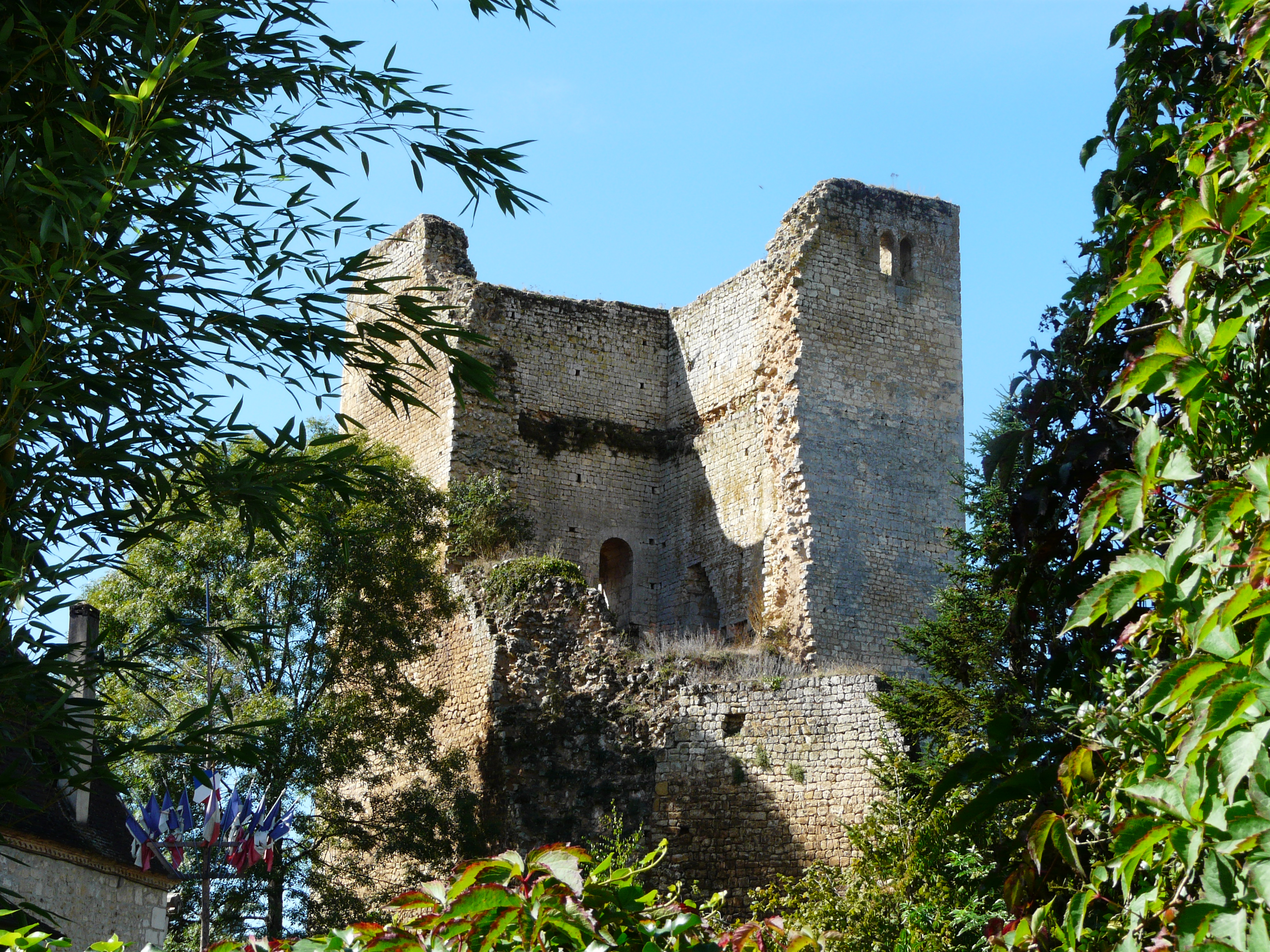
Château de Clérans

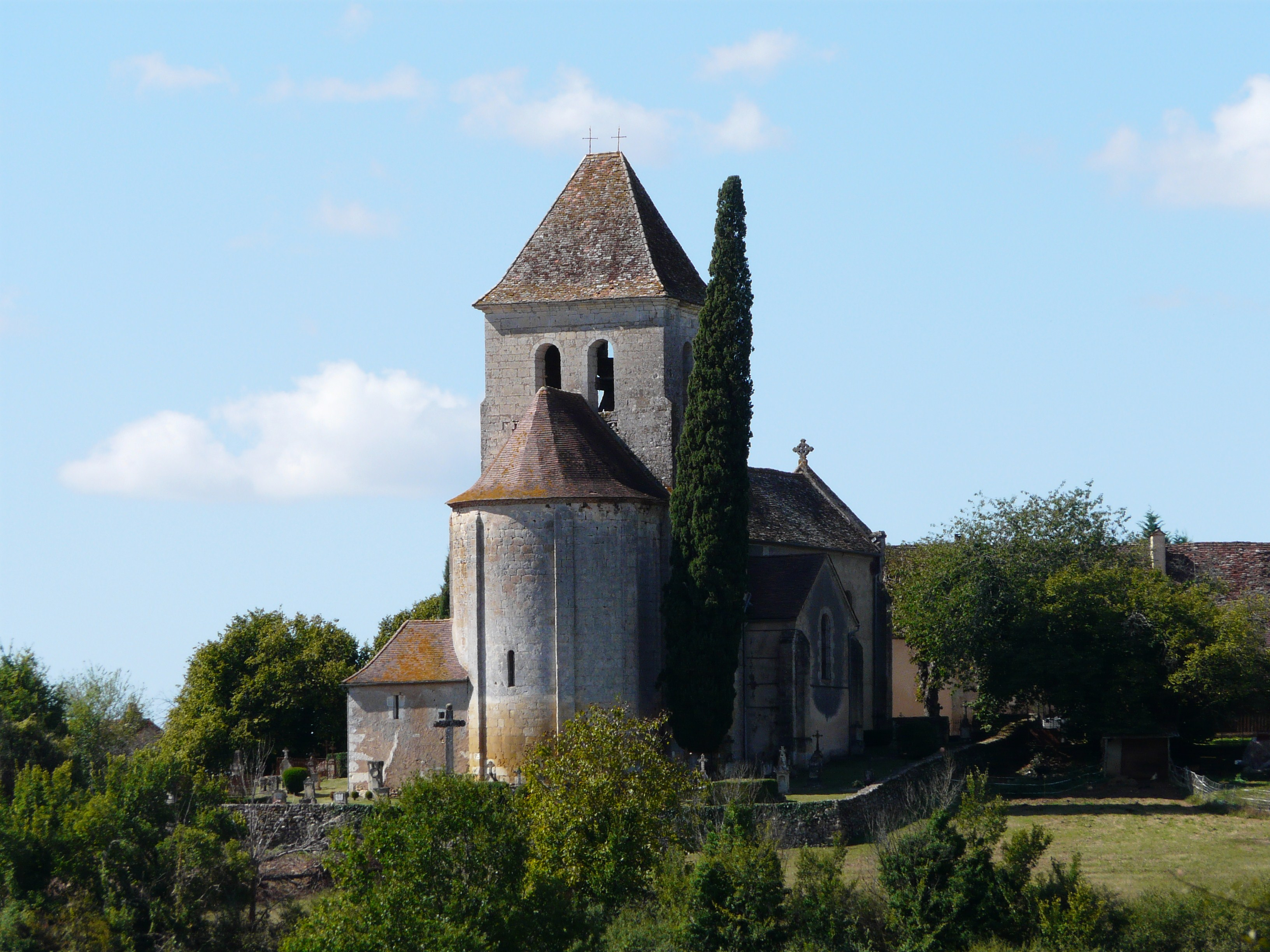

- Das Château de Clérans im gleichnamigen Ortsteil existierte bereits im 11. Jahrhundert, doch wurde es von Raimund I. von Turenne um das Jahr 1100 niedergebrannt. Im 12. und 13. Jahrhundert wiederaufgebaut, wechselte es in der Zeit des Hundertjährigen Krieges (1337–1453) wiederholt den Besitzer. Während der Französischen Revolution als Nationalgut (Bien national) verkauft, wurde es im 19. Jahrhundert als Steinbruch genutzt, doch sind der eckige Bergfried (donjon) sowie Teile des Wohntrakts (corps de logis) noch zu erkennen. Die ehemalige Burgkapelle mit ihrem spätgotischen Portal ist bewohnt. Der gesamte Komplex ist seit 1948 als Monument historique[1] anerkannt.
- Die Pfarrkirche Notre-Dame-de-l’Assomption im Ortsteil Cause ist ein einschiffiger teils romanischer, teils frühgotischer Bau. Die Ostteile (Apsis und Vierungsturm) sind vollkommen schmucklos, was auf eine frühe Datierung ins ausgehende 11. Jahrhundert schließen lassen könnte, wäre das verwendete Steinmaterial nicht so exakt behauen. Das Langhaus und die Westfassade sind etwas stärker gegliedert und haben große maßwerklose Fenster; überdies verfügen die drei Langhausjoche über Rippengewölbe – all dies sind Hinweise für eine deutlich spätere Datierung ins 13. Jahrhundert oder sogar noch später. Die Vierung ist im Innern von einer Kuppel auf Pendentifs überdeckt und die im Erdgeschoss durch Blendarkaden aufgelockerte Apsis zeigt die übliche Kalottenwölbung. Die Kapitelle im Bereich der Vierung und an den Arkaden der Apsis zeigen ‚primitiv‘ anmutende und kaum zu deutende tierische und menschliche Figuren sowie Blattwerk. Der gesamte Innenraum der Kirche ist beinahe einheitlich mit Fugenmalereien bedeckt und sogar die Ecksteine sind aufgemalt, was dem Raum insgesamt ein sehr solides Aussehen verleiht. Die Kirche ist ebenfalls seit 1948 als Monument historique[2] anerkannt.

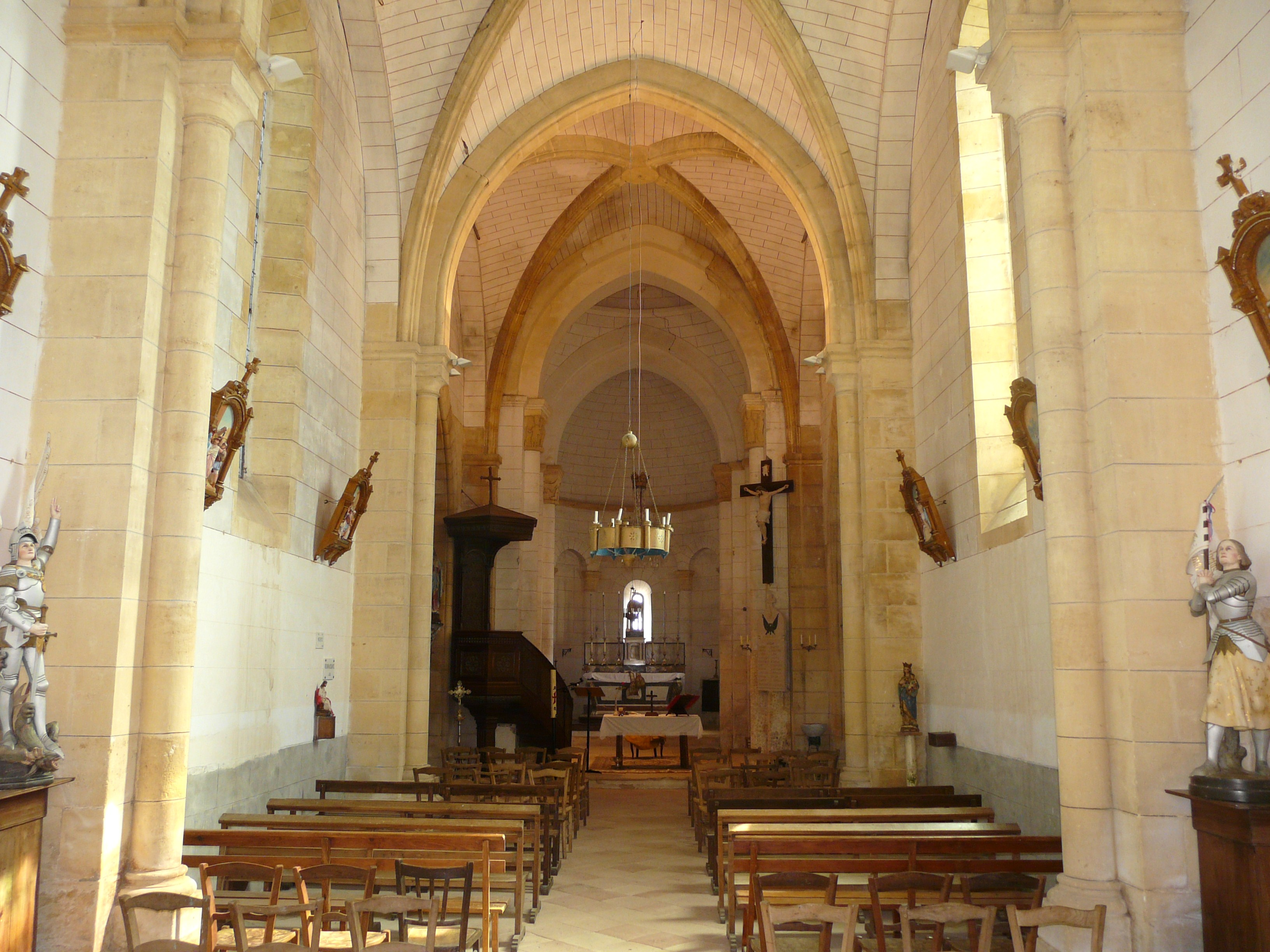
Langhaus → Osten
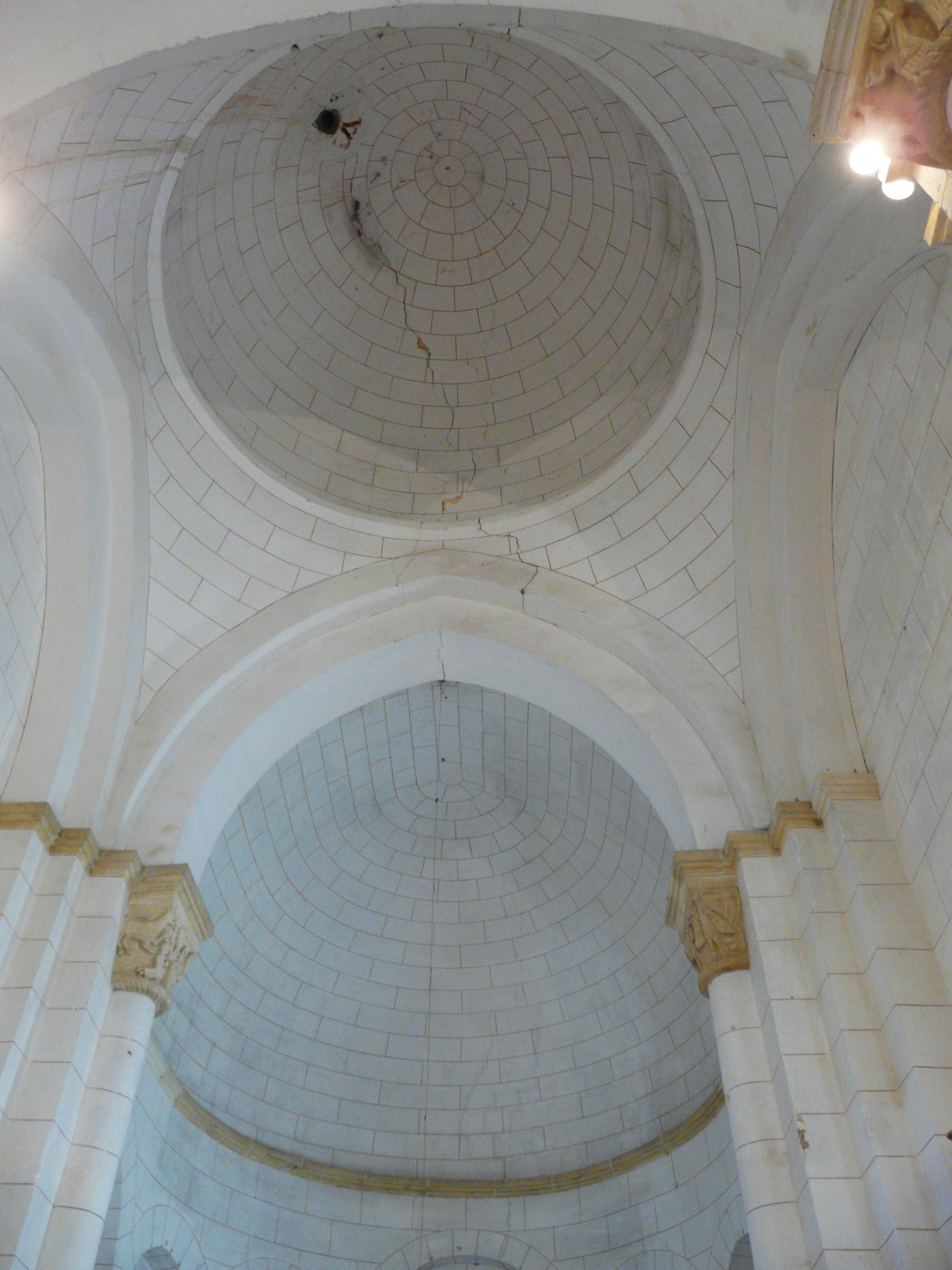
Vierung und Apsis
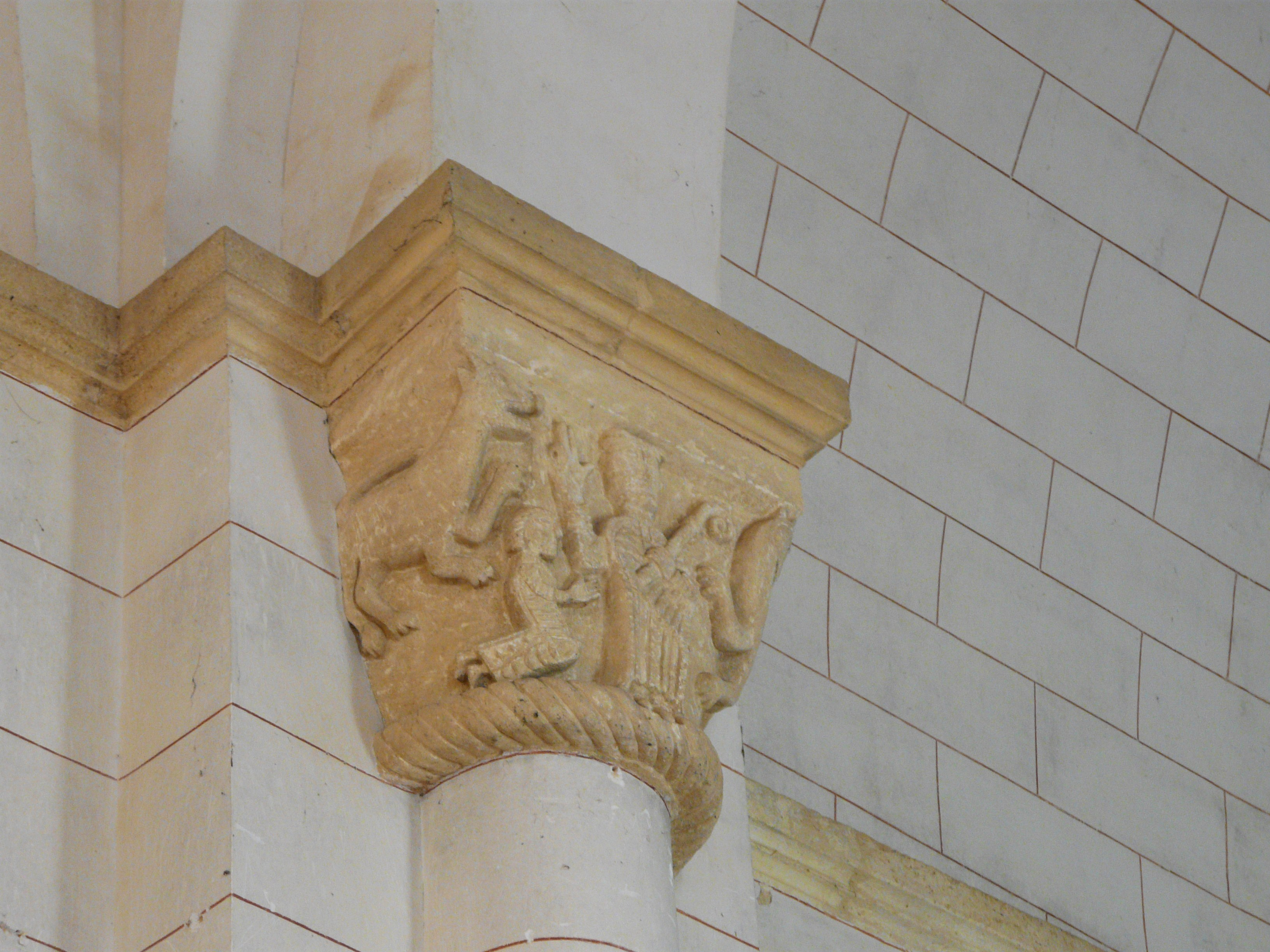
Kapitell der Vierung
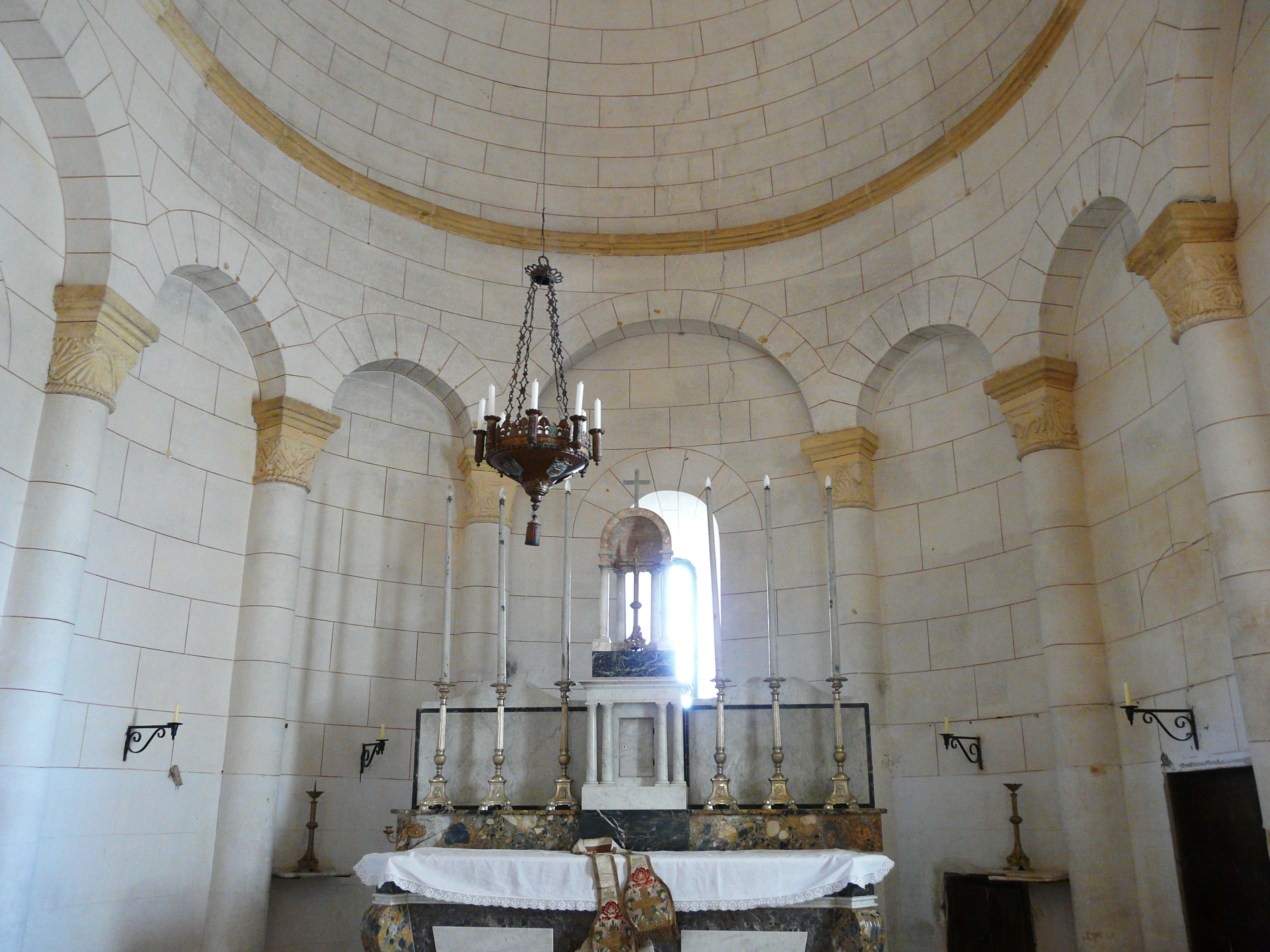
Apsis
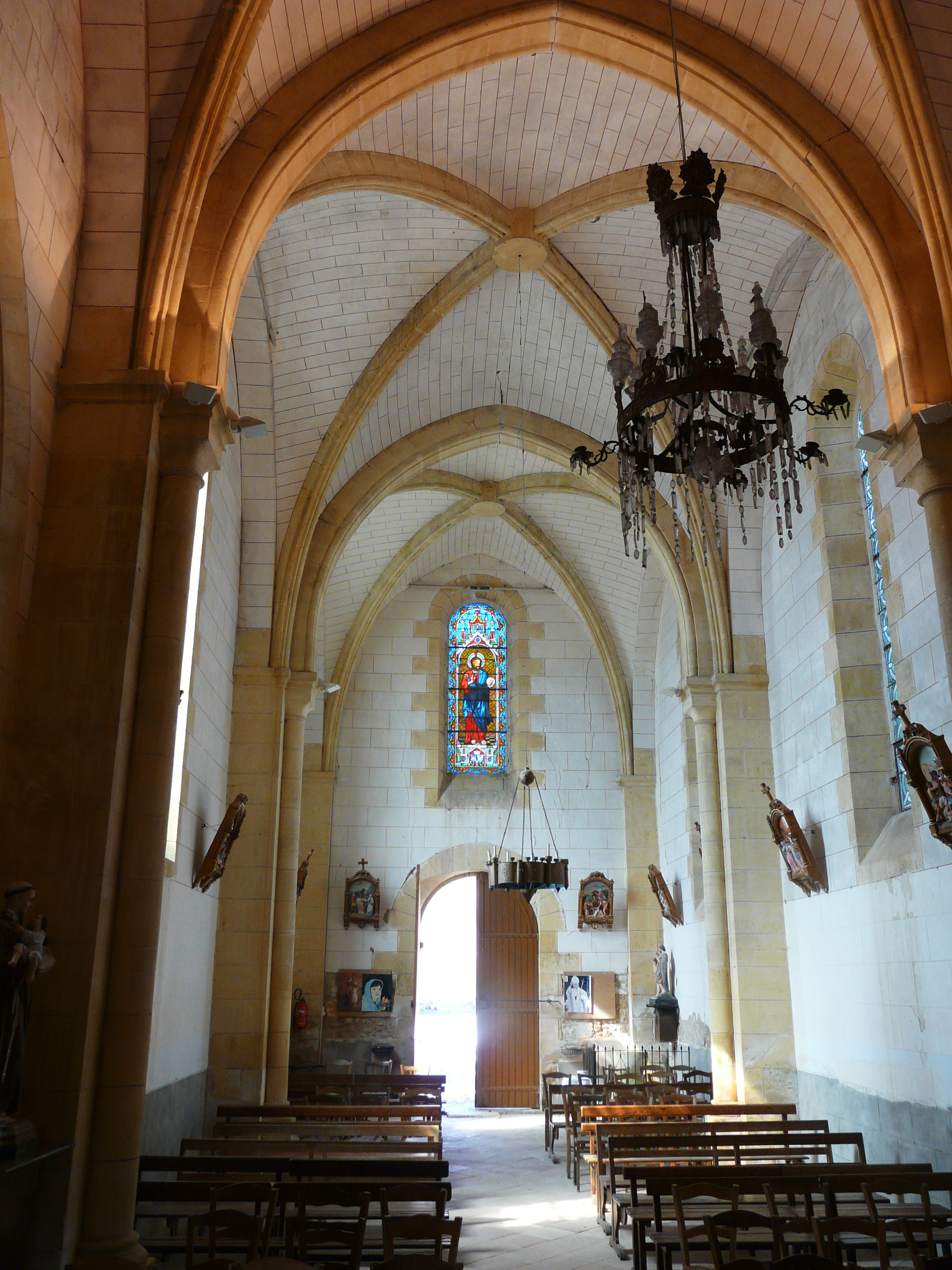
Langhaus → Westen

- Ein etwa zwei Meter hoher, unbearbeiter, senkrecht stehender Stein (Mégalithe de la Malroussie) könnte der Zeit der Megalithkulturen zuzurechnen sein.
- Ein Taubenhaus (pigeonnier) steht isoliert auf dem Gelände der Burg.
- Ein aus quadratisch behauenen Holzbalken zusammengesetzter Klauenstand (travail) aus dem 19. Jahrhundert bereichert das heutige Ortsbild.